# Black Widow (film, 2021)
Black Widow je americký akční film z roku 2021 režisérky Cate Shortlandové, natočený na motivy komiksů z vydavatelství Marvel Comics o superhrdince Black Widow. V titulní roli vycvičené agentky se představila Scarlett Johanssonová, která tuto postavu ztvárnila i v předchozích snímcích, v dalších rolích se objeví Florence Pughová, David Harbour, Rachel Weisz, O-T Fagbenle, Olga Kurylenko a William Hurt. Jedná se o 24. film série Marvel Cinematic Universe.
Natáčení filmu bylo zahájeno 28. května 2019 v Norsku. Datum premiéry bylo původně stanoveno na 1. května 2020, kvůli pandemii covidu-19 ale bylo od jara 2020 uvedení snímku do kin několikrát posunuto. Podle plánu z března 2021 byl snímek uveden v kinech a zároveň na streamovací platformě Disney+ dne 9. července 2021.

## Příběh
V roce 1995 se dva ruští tajní agenti, super-voják Alexej Šostakov a Black Widow Melina Vostokovová představují jako normální rodina žijící v Ohiu, spolu se svými dcerami Natašou Romanovovou a Jelenou Bělovovou. Když se jim podaří v rámci mise získat informace o S.H.I.E.L.D.u, tak celá fiktivní rodina uteče na Kubu, aby se setkala se svým šéfem, generálem Drejkovem. Tam se rodina rozdělí a Drejkov pošle jak Romanovovou tak i Bělovovou do Rudé komnaty (anglicky Red room), kde je vycvičí. Po letech uvězní Drejkov Šostakova ve vězení, zatímco Romanovová nechá odpálit Drejkovovu kancelář, ale při tom zabije jeho dceru Antoniu.
V roce 2016 je Romanovová na útěku za porušování Sokovijských dohod. Sanží se utéct před americkým ministrem zahraničí Thaddeusem Rossem a uprchne proto do norského úkrytu zřízeného Masonem. Mezitím Bělovová zabije bývalou Black Widow, jen aby se dostala k látce, která ji zbaví ovládání mysli Rudou komnatou. Pošle protilátku Romanovové v naději, že se vrátí, aby pomohla Bělovové osvobodit ostatní vdovy. Když Romanovová nevědomky odjede s protijedem, je napadena Taskmasterem, který jde po protijedu. Romanovové se podaří uprchnout před Taskmasterem a zjistí, že protijed pochází z Bělovové. Proto se sejdou v Budapešti, ale jsou napadeni. Tam se Romanovová dozví, že Drejkov je stále naživu a Rudá komnata je stále aktivní. Romanovová a Bělovová se setkají s Masonem, který jim dodává vrtulník, aby mohli uprchnout.
Romanovová a Bělovová pomohou Šostakovovi dostat se z vězení, aby zjistili Drejkovovu polohu. Ten jim řekne, že polohu nezná, ale navrhne aby se setkali s Vostokovovou, která žije na farmě v Rusku, kde vyvíjí proces ovládání mysli používaný u vdov. Tam Bělovová zjistí, že i když nebyli skutečnou rodinou, věřila, že tomu tak je. Vostokovová ale prozradila svojí polohu Drejkovovi, jehož agenti dorazili a odvedli je do Rudé komnaty.
Vostokovová a Romanovová použijí obličejové masky, aby si vyměnili role, což Vostokovové umožní osvobodit Šostakova, Bělovovou a sebe. Mezitím Romanovová konfrontuje Drejkova, který prohlédne její převlek. Romanovová se dozví, že Taskmaster je Antonia, která při výbuchu bomby utrpěla škodu tak vážnou, že jí Drejkov musel dát čip do hlavy a proměnit ji v dokonalého vojáka. Romanovová se pokusí zabít Drejkova, ale nedokáže mu ublížit kvůli feromonovému zámku, který nainstaloval do každé vdovy. Drejkov odhalí, že ovládá vdovy po celém světě prostřednictvím konzoly svého stolu. Romanovová si úmyslně zlomí nos, tím přeruší nervy v nosní pasáži, a poté zaútočil na Drejkova. Šostakov mezitím bojuje s Antonií, zatímco Vostokovová se pokouší vyřadit jeden z motorů a Bělovová hledá další vdovy, které jsou vyslány na ochranu Drejkova. Šostakov a Bělovová poté společně zavřeli Antoniu do cely.
Drejkov unikne, když ostatní vdovy zaútočí na Romanovovou, ale Bělovová vytvoří protilátkovou bombu, která vdovy osvobodí od kontroly mysli. Romanovová se dostane do ovládacího pultu a zkopíruje umístění všech dalších vdov po celém světě. Romanovová získá dvě lahvičky s protijedem a osvobodí Antoniu ze zamčené cely. Vostokovová a Šostakov uniknou letadlem. Mezitím Bělovová odpálí Drejkovův vrtulník a zabije ho. Romanovová dá Bělovové padák, předtím než začne bojovat s Antonií. Po přistání použije Romanovová lahvičku s protijedem na Antonii, čímž ji osvobodí. Osvobozené vdovy dorazí, když se Bělovová, Vostokovová a Šostakov rozloučí s Romanovovou. Dá Bělovové poslední lahvičku s protijedem a přenosnou jednotku a řekne jí, aby našla a vysvobodila další vdovy. Když odjíždějí s Antonií, Romanovová čeká na Rosse, kteří přišli, aby ji zadrželi. O dva týdny později se Romanovová sejde s Masonem, který jí dodá Quinjet. Odchází s úmyslem osvobodit zadržené Avengers z Raftu.
V potitulkové scéně, po smrti Romanovové, Bělovová narazí na Valentinu Allegru de Fontaine, která jí ukáže fotku Clinta Bartona, údajného muže, který je zodpovědný za smrt Romanovové. Bělovová souhlasí s pomstou.

## Obsazení
- Scarlett Johanssonová jako Nataša Romanovová / Black Widow – Avenger, bývalý agent KGB a S.H.I.E.L.D.u
- Florence Pughová jako Jelena Bělovová / Black Widow – fiktivní sestra Romanovové, také trénovaná v Rudé komnatě
- David Harbour jako Alexej Šostakov / Red Guardian – ruský super-voják, fiktivní otec Romanovové a Bělovové
- Rachel Weisz jako Melina Vostokovová / Black Widow
- O-T Fagbenle jako Rick Mason – spojenec Romanovové ze S.H.I.E.L.D.u
- Olga Kurylenko jako Taskmaster – Drejkovova dcera, která se dokáže naučit všechny pohyby protivníka
- William Hurt jako Thaddeus Ross – ministr zahraničí USA a bývalý generál americké armády.
- Ray Winstone jako Drejkov – velitel Rudé komnaty

Dále také Liani Samuel, Michelle Lee a Nanna Blondell jako Lerato, Oksana a Ingrid (zabijáci z Rudé komnaty). V potitulkové scéně se objeví Julia Louis-Dreyfus jako Valentina Allegra de Fontaine ze seriálu Falcon a Winter Soldier a fotka Clinta Bartona, kterého ztvárňuje Jeremy Renner.